# Acquarica del Capo
Acquarica del Capo – miejscowość i gmina we Włoszech, w regionie Apulia, w prowincji Lecce.
Według danych na rok 2004 gminę zamieszkiwały 4734 osoby, 263 os./km².